# Partido de la Revolución (Tanzania)
El Partido de la Revolución (en suajili: Chama Cha Mapinduzi, CCM) es un partido político tanzano surgido en 1977 que desde su creación ha sido el partido dominante en Tanzania y el segundo partido gobernante más antiguo de África, solo después del Partido Whig de Liberia. Se fundó en 1977, tras la fusión de la Unión Nacional Africana de Tanganica (TANU) y el Partido Afro-Shirazi (ASP), que eran los únicos partidos legales en Tanzania continental y las islas semiautónomas de Zanzíbar, respectivamente.
TANU y su sucesor, CCM, han gobernado Tanzania ininterrumpidamente desde la independencia. El partido ha sido descrito como autoritario. Desde la creación de un sistema multipartidista, CCM ha ganado las últimas seis elecciones generales en 1995, 2000, 2005, 2010, 2015 y 2020. Jakaya Kikwete, su candidato presidencial en 2005, ganó por abrumadora mayoría, recibiendo más del 80% del voto popular y John Magufuli como candidato en 2020 obtuvo más del 84% de los votos. En las elecciones de 2020, el CCM ganó 256 de los 264 distritos electorales, manteniendo una mayoría absoluta en la Asamblea Nacional.

## Historia
El partido fue creado el 5 de febrero de 1977, bajo la dirección de Julius Nyerere como la fusión de la Unión Nacional Africana de Tanganica (TANU), el partido que entonces gobernaba en Tanganica, y el Partido Afro Shirazi (ASP), el entonces partido gobernante en el archipiélago de Zanzíbar. Esta coalición política ha dominado la política de Tanzania desde su independencia en 1962. Su mayor rival ha sido desde su fundación el Frente Cívico Unido (CUF), que formalmente se creó en 1992 cuando se permitió el retorno de una democracia multipartidista. 
TANU/CCM ha dominado la política de Tanzania desde la independencia de Tanganyika en 1961. Debido a la fusión con el ASP, desde 1977 también ha sido el partido gobernante en Zanzíbar, aunque allí su control del poder ha sido más disputado desde mediados de la década de 1990 por el Frente Cívico Unido (CUF), que más tarde fue reemplazado en dominio en las islas por la Alianza para el Cambio y la Transparencia (ACT). 
Desde su formación en 1977 hasta 1992, fue el único partido legalmente permitido en el país. Cada cinco años, su presidente nacional era elegido automáticamente para un mandato de cinco años; su nombramiento se confirmaba mediante referéndum. Simultáneamente, se presentaban a los votantes dos candidatos del CCM para la Asamblea Nacional o Bunge. Esto cambió el 1 de julio de 1992, cuando la Asamblea Nacional promulgó enmiendas a la Constitución y diversas leyes que permitían y regulaban la formación y el funcionamiento de más de un partido político. 

## Ideología
Originalmente defensor del socialismo africano, defensor del sistema de agricultura colectivizada conocido como Ujamaa y con una firme orientación izquierdista, hoy el CCM defiende un enfoque económico más mixto.  

## Desempeño electoral
El CCM desempeña un papel fundamental en la sociedad. A pesar de la democracia multipartidista que existe en Tanzania desde 1995, se ha mantenido en el poder desde entonces. El análisis empírico ha demostrado que la nostalgia por un partido que trajo la independencia y que ha mantenido una paz relativa es una de las principales causas de su base de apoyo; la edad no fue un factor determinante en la lealtad al CCM. El partido cuenta con un fuerte apoyo de los agricultores de subsistencia.
El partido ha ganado todas las elecciones presidenciales tanto a nivel nacional como en Zanzíbar a nivel autónomo bajo el sistema multipartidista: 1995, 2000, 2005, 2010 y 2015. También domina la legislatura.
En las elecciones para la presidencia y la Cámara de Representantes de Zanzíbar, celebradas el 30 de octubre de 2005, el presidente en ejercicio y candidato del CCM, Amani Abeid Karume, ganó con el 53% de los votos, mientras que el partido obtuvo 30 escaños de los 50.
En las elecciones nacionales para la presidencia y la Asamblea Nacional de Tanzania, celebradas el 14 de diciembre de 2005, el ministro de Asuntos Exteriores y candidato del CCM, Jakaya Kikwete, ganó con el 80,28% de los votos. De los 232 escaños obtenidos mediante elección directa, el CCM obtuvo 206.
El CCM fue admitido en la Internacional Socialista como miembro de pleno derecho en el congreso de primavera de la IS del 4 al 5 de febrero de 2013.
En las elecciones generales de Tanzania de 2020, el presidente en ejercicio y candidato del CCM para la presidencia, John Magufuli, consiguió la reelección con más del 84% de los votos, lo que la convirtió en la mayor victoria del partido desde que se introdujo el sistema multipartidista en 1992. Sin embargo, las elecciones se celebraron en medio de un retroceso democrático significativo y represión, ya que la presidencia de Magufuli se caracterizó por ataques sin precedentes contra la oposición, la sociedad civil y la prensa.

## Líderes

### Nacionales
- Presidenta: Samia Suluhu Hassan
- Vicepresidente Zanzíbar: Hussein Mwinyi
- Vicepresidente continental: Stephen Wasira
- Secretario General: Emb. Emmanuel J. Nchimbi
- Secretario General Adjunto de Zanzíbar: Mohammed Mohammed
- Subsecretaria General de China continental: Anamringi Macha
- Secretario de Organización: Issa Ussi
- Secretario de Ideología y Publicidad del Partido: Amoss Makalla
- Secretario de Asuntos del Partido y Relaciones Internacionales: Embajador Rabiah
- Secretario de Asuntos Económicos y Finanzas: Dr. Frank George Haule Hawassi
- Secretario General Wazazi - Ally hapi
- Secretario General UWT - Jokate Mwegelo
- Secretario General UVCCM - Jokate U. Mwegelo

#### Líderes históricos
- Julius Nyerere (1977-1990)
- Ali Hassan Mwinyi (1990-1996)
- Benjamin William Mkapa (1996-2007)
- Jakaya Mrisho Kikwete (2007-2016)
- John Magufuli (2016-2021)
- Samia Suluhu (2021-presente)

## Resultados electorales

### Elecciones presidenciales
|  | 95.5 % |

|  | 95.68 % |

|  | 97.78 % |

|  | 61.82 % |

|  | 71.74 % |

|  | 80.28 % |

|  | 62.83 % |

|  | 58.46 % |

|  | 84.40 % |

### Asamblea Nacional
| Elección | Líder             | Votos      | %      | Escaños | +/–         | Posición | Resultado     |
| -------- | ----------------- | ---------- | ------ | ------- | ----------- | -------- | ------------- |
| 1980     | Julius Nyerere    | 5,417,099  | 100%   | 264/264 | Sin cambios | 1ero     | Partido unico |
| 1985     | Ali Hassan Mwinyi | 4,768,997  | 100%   | 274/274 | 10          | 1ero     | Partido unico |
| 1990     | Ali Hassan Mwinyi | 5,198,120  | 97.78% | 264/264 | 10          | 1ero     | Partido unico |
| 1995     | Benjamin Mkapa    | 3,814,206  | 59.22% | 214/285 | 50          | 1ero     | Supermayoría  |
| 2000     | Benjamin Mkapa    | 4,628,127  | 65.19% | 243/285 | 29          | 1ero     | Supermayoría  |
| 2005     | Jakaya Kikwete    | 7,579,897  | 69.99% | 264/324 | 21          | 1ero     | Supermayoría  |
| 2010     | Jakaya Kikwete    | 4,641,830  | 60.20% | 253/357 | 11          | 1ero     | Supermayoría  |
| 2015     | John Magufuli     | 8,021,427  | 55.04% | 260/393 | 7           | 1ero     | Supermayoría  |
| 2020     | John Magufuli     | 12,516,252 | 84.40% | 350/393 | 90          | 1ero     | Supermayoría  |